# پیز رادون
پیز رادون (به لاتین: Piz Radun) یک کوه در سوئیس است که در کانتون گراوبوندن واقع شده‌است. پیز رادون ۲٬۵۸۱ متر بالاتر از سطح دریا واقع شده‌است.